# Egressy Ákos
Egressy Ákos, Galambos (Kassa, 1832. november 9. – Budapest, 1914. december 25.) magyar színész, színigazgató és tanár.

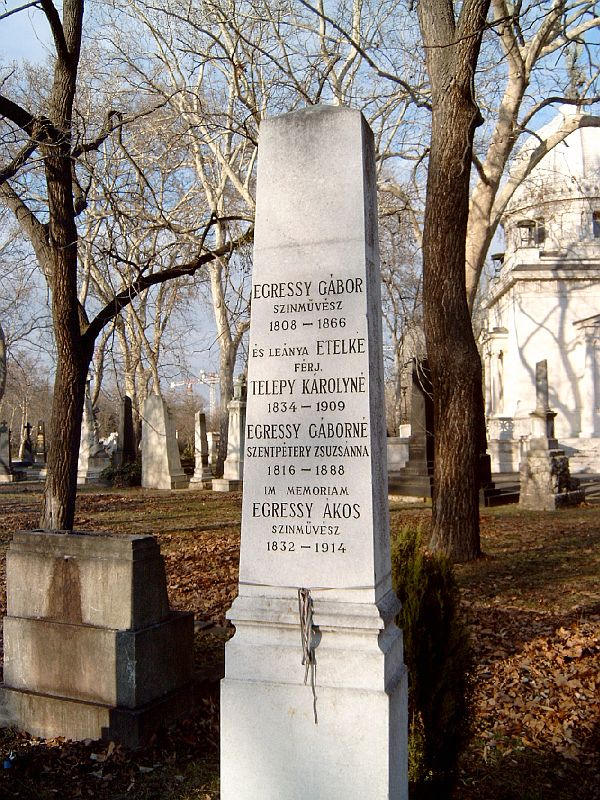
Jelképes sírja a Fiumei úti sírkertben (29/1-2-9)

## Élete
Egressy Gábor színész és Szentpétery Zsuzsánna (Szentpétery Zsigmond színész nővérének) fia. Iskoláit Pesten, Kolozsvárt, Miskolcon és Késmárkon végezte. Az 1848-49. évi szabadságharcot végigküzdötte, időközben mint segédtiszt apja mellett. A világosi fegyverletétel után az osztrák hadseregbe sorozták, ahonnan később mint huszárfőhadnagy lépett ki. 1864-ben apja oktatásával a színi pályára lépett; ez okból nagyobb tanulmányutat tett 1853-ban Német-, 1861-ben Francia- és 1862-63-ban Olaszországban, szorgalmasan látogatva az elsőrendű színházakat. Évekig működött aztán mint jellemszínész és igazgató az ország nagyobb városaiban: Kolozsvárt, Debrecenben, Kassán, Temesvárt, Szegeden, Miskolcon, Aradon sat. 1866-ban a pesti Nemzeti Színházhoz szerződtetett; majd néhány évet mint színigazgató és működő színész a vidék nagyobb városaiban töltött. 1878-tól ismét a budapesti Nemzeti Színház állandó tagja volt 1904-ig. Egressy Ákos hozta színre hazánkban legelőször William Shakespeare János királyát 1867-ben Kolozsvárt; ugyan ő adatta vidéken először Shakespeare VIII. Henrikjét 1870-ben Miskolcon. Felesége: Petheő Ilona (?–Bp., 1909. aug. 17.) színésznő volt, férjével együtt szerepelt vidéki színpadokon.
Írt 1870-tól útleírásokat, szabadságharci emlékeket, életrajzokat, Shakespeare-tanulmányokat, esztétikai dolgozatokat sat. a következő lapokba: Szini Világ, Szinpad, Kolozsvári Közlöny, Borsod, Szilágy-Somlyó, Bajai Közlöny, Vasárnapi Ujság, Pesti Hirlap, Egyetértés, Budapesti Hirlap (1885. 139. sz. Visszaemlékezés 1849. máj. 21-re, 1885. 249-251. sz. és 1886. 230. 232. 239. 245. sz. Emlékeimből: Művészház, A múzsák közt, Olympusi órák, Petőfi megismerkedése atyámmal), Ország-Világ (1887.), Magyar Salon (1887.), sat.
Kiadta apja hátrahagyott műveinek egy részét: Egressy Galambos Gábor emléke (Pest, 1867.) és A szinészet iskolája (Uo. 1879.) c., később pedig atyja és saját iratainak sajtó alá rendezésével foglalkozott.
A Rákoskeresztúri temetőben helyezték végső nyugalomra a 77-es parcellában, majd a sírhely felszámolása után a Fiumei úti sírkertben Egressy Gábor síremlékének feliratával állítottak számára emléket.
Arcképét közölte a Magyar Salon, Ország-Világ és a Vasárnapi Ujság.

## Shakespeare-szerepei
- Macbeth
- Hamlet
- Julius Caesar
- Shylock (A velencei kalmár)
- Essex (VIII. Henrik)

## További szerepei
- Bánk bán (Katona József)
- Ferdinand (Schiller: Ármány és szerelem)
- Vigeland (Ibsen: A társadalom támaszai)

## Fontosabb művei
- Emlékeim az 1848-49-dik évi szabadságharcz idejéből (1893)
- Festettvilág (1906).

## Működési adatai
1868: Kolozsvár, Miskolc; 1870: Marosvásárhely; 1871: Arad; 1872: Pécs; 1873: Kolozsvár, Komárom, Szabadka; 1875: Szeged; 1876: Debrecen; 1877: Szabadka; 1878: Kolozsvár.
Igazgatóként: 1869–70: Sárospatak, Miskolc.